# Look What You've Done (canción de Jet)
«Look What You've Done» (en español: «Mira lo que has hecho») es el tercer sencillo (cuarto en Estados Unidos) lanzado por la banda australiana de rock alternativo Jet, contenida en su álbum debut de estudio Get Born (2004).

## Historia
El sencillo fue lanzado en 2004 en todo el mundo y en 2005 en Estados Unidos (#37). Este sencillo alcanzó el número 14 en Australia en la lista ARIA Singles Chart. También fue un éxito en América Latina, donde fue escuchado en estaciones de radio y televisión, haciéndolo el mayor éxito de Jet en esa parte del mundo. La canción fue clasificada en el #24 del Triple J's Hottest 100 de 2004.
La canción fue incluida en la banda sonora del drama romántico estadounidense de 2005 A Lot Like Love (llamada Muy parecido al amor en América Latina), película protagonizada por Ashton Kutcher y Amanda Peet.

## Vídeo musical
Dos vídeos musicales fueron hechos para esta canción. En uno de ellos la banda aparece tocando en un campo con dibujos animados de animales que interactúan con los músicos. El otro vídeo muestra a la banda tocando en una habitación blanca, con fotos de ellos mismos en las paredes.

## Crítica
En un inicio, la canción recibió críticas negativas debido a las notables similitudes con la canción "Sexy Sadie", de The Beatles, y con "Imagine", de John Lennon. La letra y melodía del estribillo de la canción: "Look what you've done/you've made a fool of everyone" se hace eco de las de "Sexy Sadie" ("What have you done?/ you made a fool of everyone"); mientras que el arreglo de la canción y la partitura del piano son similares a las de "Imagine". También la canción fue comparada por sus similitudes con "Home Sweet Home", de Mötley Crüe, así como con "Don't Look Back in Anger", de Oasis.

## Posición en listas
| Australia      | ARIA Singles Chart      | 14 |
| Estados Unidos | Billboard Hot 100       | 37 |
| Estados Unidos | Mainstream Rock Tracks  | 33 |
| Estados Unidos | Modern Rock Tracks      | 3  |
| Nueva Zelanda  | NZ Top 40 Singles Chart | 16 |
| Reino Unido    | UK Singles Chart        | 28 |